# Lioubov Ianovska
Lioubov Oleksandrovna Ianovska (en ukrainien : Любов Олександрівна Яновська), née le 30 juillet 1861 dans l'ancien raïon de Borzna situé dans l'oblast de Tchernihiv et morte en 1933 à Kiev,  était une écrivaine, nouvelliste et féministe ukrainienne.

## Biographie
Lioubov Ianovska était la fille d'Alexandre Sergueïevitch Chtcherbatchov, d'origine russe et soldat dans l'armée russe — c'est pourquoi elle a passé son enfance à Varsovie, Poltava et Saint-Pétersbourg, où son père a servi —, et d'une mère ukrainienne. Elle est née Lioubov Chtcherbatchova dans l'est de l'Ukraine. Sa grand-mère maternelle était mariée à Panteleïmon Koulich. Ses parents se sont séparés. Après la séparation de ses parents, sa mère a déménagé avec elle et ses frères et sœurs à Saint-Pétersbourg, où sa mère voulait travailler comme traductrice, mais est restée au chômage, est tombée malade et est finalement décédée à l'hôpital.
Lioubov Ianovska a étudié à l'Institut des filles nobles de Poltava dans le gouvernement de Poltava en Russie impériale aujourd'hui Ukraine. Elle a travaillé comme enseignante à domicile, puis organisa un enseignement scolaire le dimanche.
En 1881, elle épouse Vassyl Ianovsky, un intellectuel ukrainien, et s'instruit sur la culture, la littérature et l'histoire ukrainiennes. Elle a poursuivi ses études et écrit des histoires sur la vie rurale. Au début, elle écrivit, probablement de manière inédite, en russe, mais plus tard, probablement sous l'influence de son mari, en ukrainien. La première nouvelle, une histoire en ukrainien, Oksana la Voleuse (Злодійка Оксана) a été publiée dans le magazine Zoria (Зоря) en 1897, et en 1905 un recueil de ses histoires a été publié.  
En 1905, Lioubov Ianovska s'installe à Kiev , où elle s'implique dans les cercles littéraires (notamment le Club ukrainien) et le mouvement des femmes. Dans les années qui ont suivi, elle a écrit non seulement sur la vie à la campagne, mais aussi sur les citadins. Cependant, les héros de leurs histoires étaient pour la plupart des petites gens. Elle a également écrit des pièces de théâtre et des contes pour enfants jusqu'à ce qu'elle arrête définitivement d'écrire en 1916. 
Après 1916, elle ne peut plus écrire en raison de problèmes de santé aggravés par son travail d'aide aux femmes et aux enfants laissés dans la pauvreté par la Première Guerre mondiale. Elle a subi un accident vasculaire cérébral paralytique en 1923. Cette année là, la communauté littéraire ukrainienne lui rend hommage, mais elle est trop affaiblie pour participer et cet honneur. 
Elle resta alitée les dix années suivantes jusqu'à sa mort. Elle est décédée à Kiev en 1933 et y a été enterrée au cimetière Baïkov.
Elle est la mère de Valentina Radzimovska (1886-1953), physiologiste et biochimiste ukrainienne.